# Рад (единица измерения)
Рад (русское обозначение: рад; международное: rad, от англ. radiation absorbed dose) — внесистемная единица измерения поглощённой дозы ионизирующего излучения. 1 рад равен поглощённой дозе излучения, при которой облучённому веществу массой 1 грамм передаётся энергия ионизирующего излучения 100 эрг. 1 рад = 100 эрг/г = 0,01 Дж/кг = 0,01 Гр.
Поглощающим материалом могут быть как ткани живых организмов, так и любое другое вещество (например, воздух, вода, почва и т. д.).
В Российской Федерации рад допущен к использованию в качестве внесистемной единицы без ограничения срока с областью применения «ядерная физика, медицина». Международная организация законодательной метрологии (МОЗМ) в своих рекомендациях относит рад к единицам измерения, «которые могут временно применяться до даты, установленной национальными предписаниями, но которые не должны вводиться, если они не используются». В последнее время рад часто заменяется полностью эквивалентной единицей поглощённой дозы сантигрей (сГр, 0,01 Гр).
Рад был впервые предложен в 1918 году.
В 1953 году рад был определён в единицах СГС как доза, соответствующая 100 эрг энергии, поглощённой одним граммом вещества.